# Un enfant dans la foule
Un enfant dans la foule (Brasil: Um Garoto na Multidão ) é um filme francês do género drama, realizado e escrito por Gérard Blain e Michel Pérez, e protagonizado por Jean François Cimino e César Chauveau. Foi exibido no Festival de Cannes em 1976.

## Elenco
- Jean François Cimino como Paul (criança)
- César Chauveau como Paul (adolescente)
- Annie Kovaks como a mãe de Paul
- Cécile Cousseau como Micheline (criança)
- Claude Treille como Micheline (adolescente)
- Jean Bertal como o pai de Paul
- Gabrielle Sassoum como a avó
- Raymonde Badé-Mauffroy como amante
- Jacques Benoît-Lévy como o diretor da escola
- Claude Cernay como Gilles
- Jurgens Doeres como soldado
- Bernard Soufflet como Laurent

## Reconhecimentos
| Ano  | Prémios            | Categorias                  | Destinatários e nomeados | Resultado | Referências |
| ---- | ------------------ | --------------------------- | ------------------------ | --------- | ----------- |
| 1976 | Festival de Cannes | Palma de Ouro               | Gérard Blain             | Indicado  | [ 4 ]       |
| 1976 | Festival de Cannes | Grande Prémio               | Gérard Blain             | Indicado  | [ 4 ]       |
| 1976 | Festival de Cannes | Prémio de melhor realização | Gérard Blain             | Indicado  | [ 4 ]       |